# Emiliano Alfaro
Emiliano Alfaro, vollständiger Name Emiliano Alfaro Toscano, (* 28. April 1988 in Montevideo) ist ein uruguayischer ehemaliger Fußballspieler.

## Karriere

### Verein
Der 1,73 Meter große Offensivakteur Alfaro gehörte zu Beginn seiner Karriere ab 2006 Liverpool Montevideo an. In der Saison 2008/09 erzielte er dort je nach Quellenlage zehn oder zwölf Treffer in der Primera División. In der Apertura 2009, der letzten Halbserie vor seinem Wechsel, bestritt er 15 Erstligaspiele, traf dabei 13-mal ins gegnerische Tor und kam zudem zweimal (kein Tor) in der Copa Sudamericana 2009 zum Einsatz. Für den gesamten Zeitraum von 2005 bis 2009 werden 28 Tore bei 82 Erstligaeinsätzen für ihn geführt. Im Januar 2010 lief er dann erstmals für den argentinischen Klub San Lorenzo auf. Saisonübergreifend wurde er dort im Jahr 2010 18-mal in der Primera División eingesetzt und erzielte zwei Treffer. Seit der Clausura 2011, in der er bei 13 Erstligaeinsätzen fünfmal traf, stand er wieder in Reihen von Liverpool Montevideo. Nach sieben Toren bei zwölf absolvierten Erstligaspielen in der Apertura 2011 sowie zwei Einsätzen (ein Tor) in der Copa Libertadores 2011 wechselte er im Januar 2012 zu Lazio Rom. Bei den Italienern wurde er in der Saison 2011/12 achtmal in der Serie A eingesetzt. Ein Torerfolg gelang ihm aber nicht. Mitte September 2012 wurde er sodann an Al Wasl ausgeliehen. Für die Mannschaft aus den Vereinigten Arabischen Emiraten zeigte er sich sehr treffsicher und schoss bei 24 Einsätzen in der Saison 2012/13 17 Tore. Zudem gelangen ihm sechs persönliche Torerfolge bei acht absolvierten Partien des UAE President’s Cup. Anfang Juli 2013 kehrte er zu Lazio Rom zurück. Ohne zwischenzeitliche weitere Pflichtspieleinsätze für die Erste Mannschaft der Römer wurde er aber schließlich Ende August 2014 zum inzwischen in die Segunda División abgestiegenen Clubs Liverpool Montevideo ausgeliehen. Dort avancierte er in der Zweitligaspielzeit 2014/15 mit 21 erzielten Treffern bei 27 Ligaeinsätzen mit vier Toren Vorsprung auf seinen Mannschaftskameraden Junior Arias zum Torschützenkönig der zweithöchsten uruguayischen Spielklasse und hatte damit maßgeblichen Anteil am Wiederaufstieg des Klubs zum Saisonende. Mitte August 2015 verließ er die Montevideaner und schloss sich Buriram United aus Thailand an. Im August 2016 wechselte er zum NorthEast United FC nach Indien, für den er fünf Tore bei 13 Ligaeinsätzen schoss. Mitte Januar 2017 verpflichtete ihn der in den Vereinigten Arabischen Emiraten beheimatete Klub Dibba al-Fujairah. Im Juli 2017 wechselte er zum von Antonio Habas trainierten indischen Klub Pune City.

### Nationalmannschaft
Alfaro war Mitglied der von Gustavo Ferrín trainierten U-17-Auswahl Uruguays. Mit dieser nahm er an der U-17-Südamerikameisterschaft 2005 in Venezuela teil und wurde Vize-Südamerikameister. Im Gruppenspiel gegen Chile erzielte er dort einen Treffer. Bei der U-17-Weltmeisterschaft 2005 stand er ebenfalls im uruguayischen Kader. Im Verlaufe des WM-Turniers bestritt er zwei Länderspiele. Später wurde er auch in die uruguayische U-20-Nationalmannschaft berufen und gehörte dem Aufgebot bei der U-20-Weltmeisterschaft 2007 an.
Er debütierte am 15. November 2011 beim 1:0-Auswärtssieg im Freundschaftsspiel gegen Italien unter Trainer Óscar Tabárez in der uruguayischen A-Nationalmannschaft, als er in der 83. Spielminute für Sebastián Fernández eingewechselt wurde. Weitere Länderspieleinsätze folgten nicht.

### Erfolge
- U-17-Vize-Südamerikameister: 2005
- Torschützenkönig der Segunda División (Uruguay): 2014/15